# Herdonius
Herdonius is een geslacht van wantsen uit de familie van de Miridae (Blindwantsen). Het geslacht werd voor het eerst wetenschappelijk beschreven door Stal in 1860.

## Soorten
Het genus bevat de volgende soorten:

- Herdonius armatus Stål, 1860
- Herdonius guaranianus Carvalho & Ferreira, 1973
- Herdonius microspinosus Carvalho & Ferreira, 1973
- Herdonius vittatus Carvalho & Ferreira, 1973